# LMC-N132D
LMC-N132D – pozostałość po supernowej znajdująca się w Wielkim Obłoku Magellana w odległości około 163 000 lat świetlnych od Ziemi.
Na zdjęciu wykonanym za pomocą teleskopu Chandra (zakres promieniowania rentgenowskiego) i teleskopu Spitzera (promieniowanie podczerwone) kolorem różowym i purpurowym zaznaczono rozprzestrzeniające się szczątki gwiazdy. Pozostałość ma rozmiar 80 lat świetlnych i stanowi ją gaz o temperaturze 10 milionów kelwinów. Jej przybliżony wiek szacuje się na około 3000 lat.